# Pinta (estri)
Una pinta o un pinte és un estri pla amb pues que serveix per a adobat, desembolicar, desembullar i netejar el cabell o altres fibres. Hi ha diferents models, que varien en el nombre i gruix de les pues, segons el tipus de cabell o fibra que es desitgi arranjar.
Les pintes es fabricaven antigament de closca de carei però, en ser interdida la caça de la tortuga, ara els materials més habituals són el plàstic i la fusta. Bàsicament, existeixen els tipus següents de pintes: 
- Pintes de pues amples. S'usen per a pentinar cabelleres amb molts de cabells i per definir els rínxols.
- Pintes de pues estretes. Són útils per a pentinar els cabells mullats.
- Pintes mixtes, amb pues amples a una banda i estretes a l'altra. Es poden utilitzar indistintament unes o altres simplement capgirant la pinta.

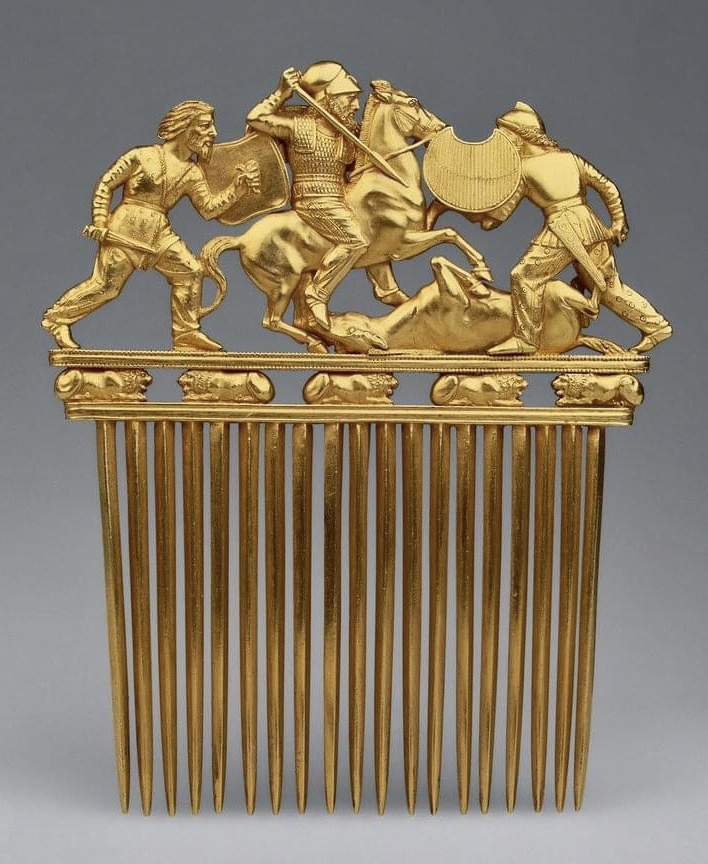
Pinta d'or escita del, exposada al Museu de l'Hermitage, situat a Sant Petersburg, Rússia.

També hi ha aqueixes pintes especials per a l'ús en humans i en animals :
- escarpidor, aclaridor o pinta d'aclarir : pinta de pues grosses i clares que serveix per a desembullar els cabells.
- escarpidor, cadireta o pinta : pinta de pues llargues que es posen les dones aficada dins la mata de cabells per a mantenir-la ordenada i sostenir el mocador o mantellina.
- partidor : pinta o agulla per a fer la clenxa o ratlla dels cabells.
- Pinta espessa, llemenera o cuquera : pinta de pues molt espesses, apta per a llevar les llémenes.

- Instrument format d'una o algunes fileres de punxes de ferro fixades a un mànec de fusta, que serveix per a aclarir la llana, l'estam, el lli, etc. (Balears)
- Post armada d'alguns rests o fileres de punxes de ferro llargues d'un a dos pams, que serveix per a aclarir i netejar la llana, el cànem, el lli, etc.
- Pinte del teler: Part del teler de mà, composta d'una sèrie espessa de fils col·locats verticalment entre dos llistons paral·lels; cada fil porta en el seu centre una anelleta per dins la qual passa un dels fils de l'ordit, que així no perillen d'embullar-se; aquest conjunt de llistons i fils verticals puja i baixa per l'acció de les calques
- Ganivetet dentat amb què els assaonadors lleven la llana sobrera que hi ha a la pell (Menorca)
- Coltell de fulla recta de llautó i sense tall agut, amb un agafador a cada extrem, que els assaonadors empren per a planxar la sola (Menorca).
- Eina d'acer amb dents esmolades, posada a un mànec, amb la qual es fan rosques al torn.
- En l'ofici de boter, la part extrema de les peces dels barrils, a partir del séc del galze.
- Eina semblant a un rasclet de mà, amb quatre o sis peus, que serveix per a collir olives (la Segarra, Urgell).
- Rascle, instrument de fusta amb moltes pues per a replegar el boll i la palla després de la batuda (la Garrotxa, Plana de Vic).
- Eina de ferro o d'acer disposada de manera que amb aquesta pugui el pintor marcar un dibuix anomenat aigües de roure (Igualada).
- Eina amb què els forners adornen el pa per damunt (València).
- Cadascuna de les dents de la roda del molí de vent, que engranen amb els braçols de la llanterna (Balear); En la sínia, cada un dels barrots que travessen horitzontalment la roda dels cadufos de la sínia i li serveixen de dents per a engranar amb els braçols del rodet (Balear) o de la llanterna (Eivissa)
- Mena de flauta rústica composta de diferents canonets de canya o de fusta, amb què xiulen els capadors de porcs per a anunciar llur presència.

Antigament també designava un instrument de tortura guarnit de pues per a turmentar esqueixant la carn.

## Història

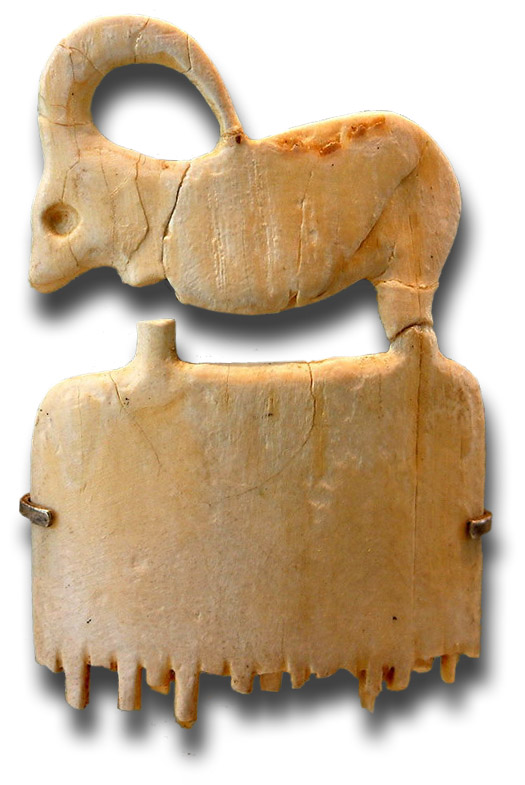
Pinta egípcia d'ivori d'hipopòtam

Les pintes més antigues s'han trobat en tombes egípcies. Aquestes eren de forma semblant a les actuals i n'hi havia tant per a servir per a la neteja del cap com per a l'adorn dels cabells. S'han trobat pintes per la higiene dels cabells no només procedents d'Egipte, sinó també a assentaments prehistòrics d'arreu d'Europa a partir de la primera edat dels metalls, la majoria de les quals eren fetes de fusta. No s'han descobert però restes de pintes amb fins decoratives: la referència a aquest tipus d'estri s'ha trobat en pintures egípcies.
Al Palau de Sargon a Korsabad (Assíria) es van descobrir pintes amb figures de lleó al centre. El mateix doble caràcter abans esmentat el manifesten les pintes trobades a sepultures romanes, que eren fetes d'ivori, closca de tortuga, coure o fusta.
A l'edat mitjana s'usaven també com a objecte litúrgic entre clergues. Eren d'ivori o de fusta i tant els profans com els religiosos d'aquesta època (i de tot el segle XVI) solien usar pintes adornades amb relleus de figures a la part central. La pinta litúrgica més antiga és l'anomenada pinta de San Lupo.

## Ús en la música
La pinta s'utilitza com a instrument musical (raspador) i també per a amplificar i emfatitzar el contingut harmònic d'alta freqüència produït pels ressonadors vocals dels éssers humans, dels quals se'n pot modular l'espectre resultant mitjançant el canvi de volum de la cavitat bucal. Això s'aconsegueix entrellaçant una fulla d'una planta o un tros de paper en un costat de la pinta i realitzant el so al costat oposat de la pinta. Aquest sistema va inspirar la creació del Kazu.
També s'utilitza com a instrument de percussió, tocant repetidament en totes les dents (que tenen llargària i qualitats harmòniques idèntiques). Això va inspirar un tipus de pinta amb dents desiguals, que finalment va evolucionar fins a esdevenir el carilló i la capseta de música.